# Гура, Богдан Прокофьевич
Богдан Прокофьевич Гура (укр. Богдан Прокопович Гура, род. 1 декабря 1944, Шишковцы, Тернопольская область—8 ноября 2018), советский и украинский поэт, редактор, член Национального союза журналистов Украины.

## Биография
Родился 1 декабря 1944 года в селе Шишковцы Тернопольской области. Богдан был сиротой, его воспитывала тётка.
В 1970 году окончил филологический факультет Черновецкого государственного университета (теперь — Черновицкий национальный университет имени Юрия Федьковича).
С 1970 года — в редакции Кельменецкой (Черновецкая область) районной газеты «Надністрянська правда» (теперь — «Рідне слово»), с 1971 — заместитель, а с 1978 — редактор газеты.
Избирался депутатом Кельменецкого районного совета (рады).

## Творчество
Стихи начал писать во время учёбы в университете. Тогда же, в конце 60-х годов, на него обратил внимание молодой, но уже известный композитор Владимир Ивасюк. Так началась история их сотрудничества. Гура наиболее известен именно как автор стихов к песням на музыку Ивасюка — в частности, в 1975 вышла их совместная песня «Мальвы» (укр. Мальви). Песню впервые исполнила София Ротару, затем песню пели и многие другие украинские артисты.